# Dorpmühle
Dorpmühle ist eine Wassermühle und ein Wohnplatz, der zur Stadt Lohmar im Rhein-Sieg-Kreis in Nordrhein-Westfalen gehört.

## Geographie
Dorpmühle liegt im Osten des Stadtgebietes von Lohmar. Umliegende Ortschaften und Weiler sind Münchhof im Norden, Mailahn, Kattwinkel und Weeg im Nordosten, Bloch im Osten, Hausdorp und Höfferhof im Südosten, Hausen im Süden, Jüchen und Stolzenbach im Südwesten sowie Mackenbach und Grube Pilot im Nordwesten.
Der Atzenbach, ein orographisch linker Nebenfluss der Agger, fließt durch Dorpmühle.

## Geschichte
Im Jahre 1885 hatte Dorpmühle 10 Einwohner, die in einem Einzelhaus lebten. Die Ortschaft wurde damals auch Atzenbach genannt.
Bis 1969 gehörte Dorpmühle zu der bis dahin eigenständigen Gemeinde Wahlscheid.

## Verkehr
Dorpmühle liegt östlich der Bundesstraße 484 und westlich der Kreisstraße K 34.